# 帕多瓦主教座堂

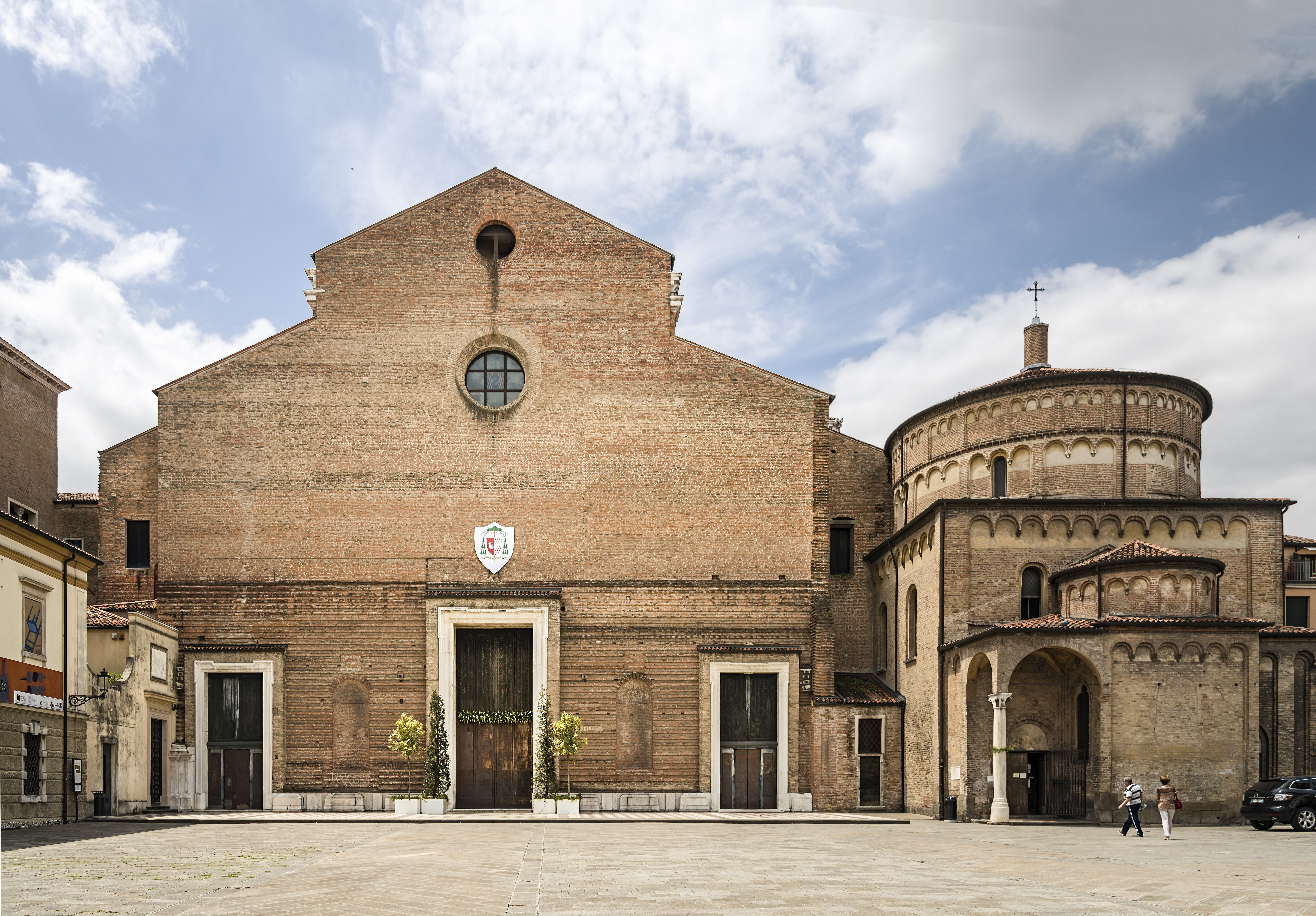
帕多瓦主教座堂

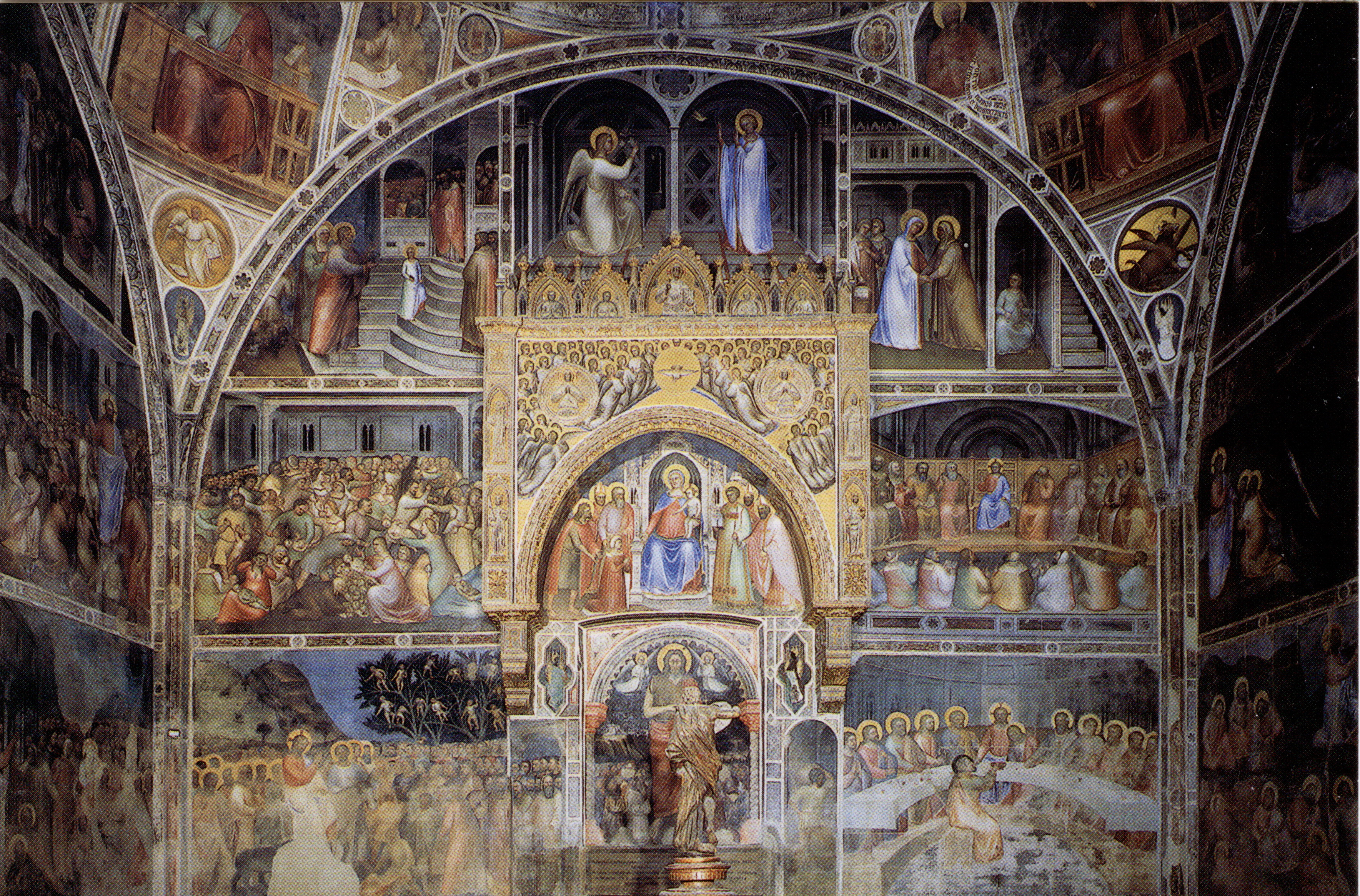
壁画

帕多瓦主教座堂（義大利語：Duomo di Padova），全稱圣母升天圣殿主教座堂（義大利語：Basilica cattedrale di Santa Maria Assunta），是一座罗马天主教的宗座圣殿，也是天主教帕多瓦教区的主教座堂，位于意大利北部帕多瓦。
此处第一座教堂建于313年米兰敕令颁布后，1117年1月3日毁于地震。重建采用罗曼式建筑，其外观可以在附属的洗礼堂的壁画看到。
45°24′23″N 11°52′18″E / 45.40639°N 11.87167°E

## 外部連結
- Padovanet.it: Duomo & battistero （页面存档备份，存于） （義大利語）
- Structurae: Padua Cathedral （页面存档备份，存于） and photos （页面存档备份，存于）